# Медведєвка (Челябінська область)
Медведєвка (рос. Медведевка) — село у Кусинському районі Челябінської області Російської Федерації.
Входить до складу муніципального утворення Медведевське сільське поселення. Населення становить 1571 особу (2010).

## Історія
Від 1940 року належить до Кусинського району Челябінської області.
Згідно із законом від 9 червня 2004 року органом місцевого самоврядування є Медведевське сільське поселення.

## Населення
| 2002 | 2010  |
| ---- | ----- |
| 1626 | ↘1571 |